# 松本紀久男
松本 紀久雄（まつもと きくお）は、日本の指揮者。
東京芸術大学作曲科を修了した後、指揮科で金子登に師事し卒業する。指揮者小林研一郎の同窓生。尚美学園や東京音楽大学指揮科で後進の指導の傍ら、アマチュアの都民交響楽団や合唱団の音楽監督等を務め、後進の指揮者を育てる。現在、活躍している指揮者の中で、彼の指導を受けた者は数多い。胃癌で決して長くなかった生涯を終える。
| スタブアイコン | サブスタブ | この項目は、まだ閲覧者の調べものの参照としては役立たない、クラシック音楽に関連した書きかけの項目です。この項目を加筆・訂正などしてくださる協力者を求めています（P:クラシック音楽/PJ:クラシック音楽）。 |

| スタブアイコン | サブスタブ | この項目は、まだ閲覧者の調べものの参照としては役立たない、音楽関係者（バンド等）に関連した書きかけの項目です。この項目を加筆・訂正などしてくださる協力者を求めています（P:音楽/PJ:芸能人）。 |